# Thomas P. Grosvenor
Thomas Peabody Grosvenor (* 20. Dezember 1778 in Pomfret, Connecticut; † 24. April 1817 in Waterloo, Maryland) war ein US-amerikanischer Jurist und Politiker. Zwischen 1813 und 1817 vertrat er den Bundesstaat New York im US-Repräsentantenhaus.

## Werdegang
Thomas Peabody Grosvenor wurde während des Unabhängigkeitskrieges in Pomfret geboren. Er studierte klassische Altertumswissenschaften und graduierte 1800 am Yale College. Dann studierte er Jura. Seine Zulassung als Anwalt erhielt er 1803 und begann danach in Hudson (New York) zu praktizieren. Zwischen 1810 und 1812 saß er in der New York State Assembly. Während dieser Zeit war er in den Jahren 1810 und 1811 Bezirksstaatsanwalt in Essex County. Politisch gehörte er der Föderalistischen Partei an.
Am 29. Januar 1813 wurde Grosvenor im sechsten Wahlbezirk von New York in das US-Repräsentantenhaus in Washington, D.C. gewählt, um dort die Vakanz zu füllen, die durch den Rücktritt von Robert Le Roy Livingston entstand. Im Anschluss wählte man ihn im fünften Wahlbezirk von New York in das US-Repräsentantenhaus, wo er am 4. März 1813 die Nachfolge von Thomas B. Cooke antrat. Er wurde einmal wiedergewählt und schied dann nach dem 3. März 1817 aus dem Kongress aus.
Grosvenor war die restlichen Wochen seines Lebens in Baltimore (Maryland) als Anwalt tätig. Er verstarb am 24. April 1817 in Waterloo und wurde dann in Hudson beigesetzt.